# Михаил Дмитриевич (князь черниговский)
Михаил Дмитриевич — великий князь черниговский конца XIII—начала XIV веков. Упомянут в Любецком синодике в таком качестве.

## Происхождение и годы жизни
Предположительный отец Михаила в синодике записан как Дмитрий, князь черниговский, убитый татарами и обычно отождествляется с безымянным сыном Мстислава Святославича черниговского и козельского, погибшего вместе с отцом в первой битве с монголами на р.Калке (1223). Сторонник этой версии Беспалов Р. А. считает Михаила Дмитриевича черниговским князем сразу после Михаила Святого и своего дяди Андрея (с 1246 года), полагая, что уже умерли все его дядья (одним их которых был Всеволод Ярополкович). Исследователи полагают, что родословцы верховских (в т.ч. карачевских и козельских) князей воспроизводят не все поколения и при этом все выводятся от Михаила Черниговского (род. 1179). В частности, Баумгартен предположил, что отцом Мстислава Михайловича карачевского мог быть другой Михаил.
Напротив, Квашнин-Самарин Н. Д., Зотов Р. В. и Келембет С. Н. считают, что в период между гибелью Михаила в Орде (1246) и приходом в Чернигов Романа Старого (1263) в Чернигове княжил Всеволод Ярополкович. При этом Квашнин-Самарин Н. Д. (как и Войтович Л. В,) обратили внимание на то, что в 1238 году при взятии монголами Козельска погиб, вероятно, последний представитель козельской ветви Ольговичей. Квашнин-Самарин Н. Д. относит черниговское княжение Михаила Дмитриевича к концу XIII века между Романом Старым и Олегом Романовичем, Зотов Р. В. — к рубежу XIII/XIV веков после Олега Романовича, а Войтович Л. В. считает Михаила Дмитриевича удельным князем, в Чернигове не правившим.
Предшественник Михаила на черниговском престоле Леонтий, княжил на рубеже 1280-90-х годов, после чего брянский престол считается перешедшим при поддержке Орды смоленским князьям. Чернигов остался за Ольговичами, и Михаил, судя по всему, был первым черниговским, но при этом не брянским князем после 1263 года. В некоторых «Житиях» встречаются сведения, что Олег Романович, с которым часто отождествляется Леонтий, уйдя в монастырь, оставил престол брату Михаилу, при том, что родной брат Олега Михаил Романович, как считается, умер ещё в начале 1270-х годов.
Автором самой «поздней» гипотезы происхождения Михаила Дмитриевича является Келембет С. Н., который отождествляет его отца с Дмитрием брянским, правившим до середины XIV века, а его, в свою очередь, считает представителем местной династии, сыном Михаила Романовича.
Родословие (предположительно)
- Святослав Всеволодович (1194)
  -  ?
    - Роман Старый (1288)
      - Михаил Романович
        - Дмитрий
          - Михаил Дмитриевич (князь черниговский)

  - Глеб Святославич (1216/19)
    - Мстислав Глебович
      - Дмитрий Мстиславич
        - Михаил Дмитриевич (князь черниговский)

  - Мстислав Святославич (1223)
    - Дмитрий Мстиславич (1223)
      - Михаил Дмитриевич (князь черниговский)